# WASP-43b
WASP-43b (auch WASP-43 b, Astrolábos) ist ein Exoplanet in einer Umlaufbahn um den jungen, aktiven und massearmen Stern WASP-43 im Sternbild Sextant. Der Planet ist ein heißer Jupiter mit einer doppelt so großen Masse wie Jupiter, aber mit einem ungefähr gleichen Radius. WASP-43b wurde im Rahmen des SuperWASP-Programms mit der Transitmethode entdeckt und als Exoplaneten-Kandidat identifiziert. Nachfolgebeobachtungen bestätigten die Existenz des Planeten. Die Messungen lieferten zudem seine Umlaufbahn und physikalischen Eigenschaften. Die Entdeckung des Planeten wurde am 14. April 2011 veröffentlicht.
Die Umlaufperiode von WASP-43b, die derzeit mit 19,5 Stunden beziffert wird, war zum Zeitpunkt der Entdeckung die zweitkürzeste, die bis dahin ermittelt wurde. Zugleich war der Planet der heiße Jupiter mit der kleinsten Umlaufbahn. Selbst 2024 gehört WASP-43 zu den heißen Jupitern, die ihren Mutterstern besonders nah und schnell umrunden.

## Namensherkunft
Die Bezeichnung WASP-43b bedeutet, dass der Mutterstern des Planeten der 43. war, bei dem das Programm Wide Angle Search for Planets (WASP) einen Planeten nachgewiesen hat.
Das Planetensystem gehörte zu den 20 Kandidaten im Jahr 2022, die durch Wettbewerb NameExoWorlds der Internationalen Astronomischen Union (IAU) einen Namen erhalten sollten. Gemäß dem Vorschlag eines rumänischen Teams besitzt der Stern WASP-43 den Namen Gnomon, wobei der Planet Astrolábos genannt wird. Die Bezeichnungen lassen sich auf den griechischen Namen für den Schattenwerfer einer Sonnenuhr und dem Astrolabium, einem antiken astronomischen Instrument, zurückführen.

## Beobachtungsgeschichte

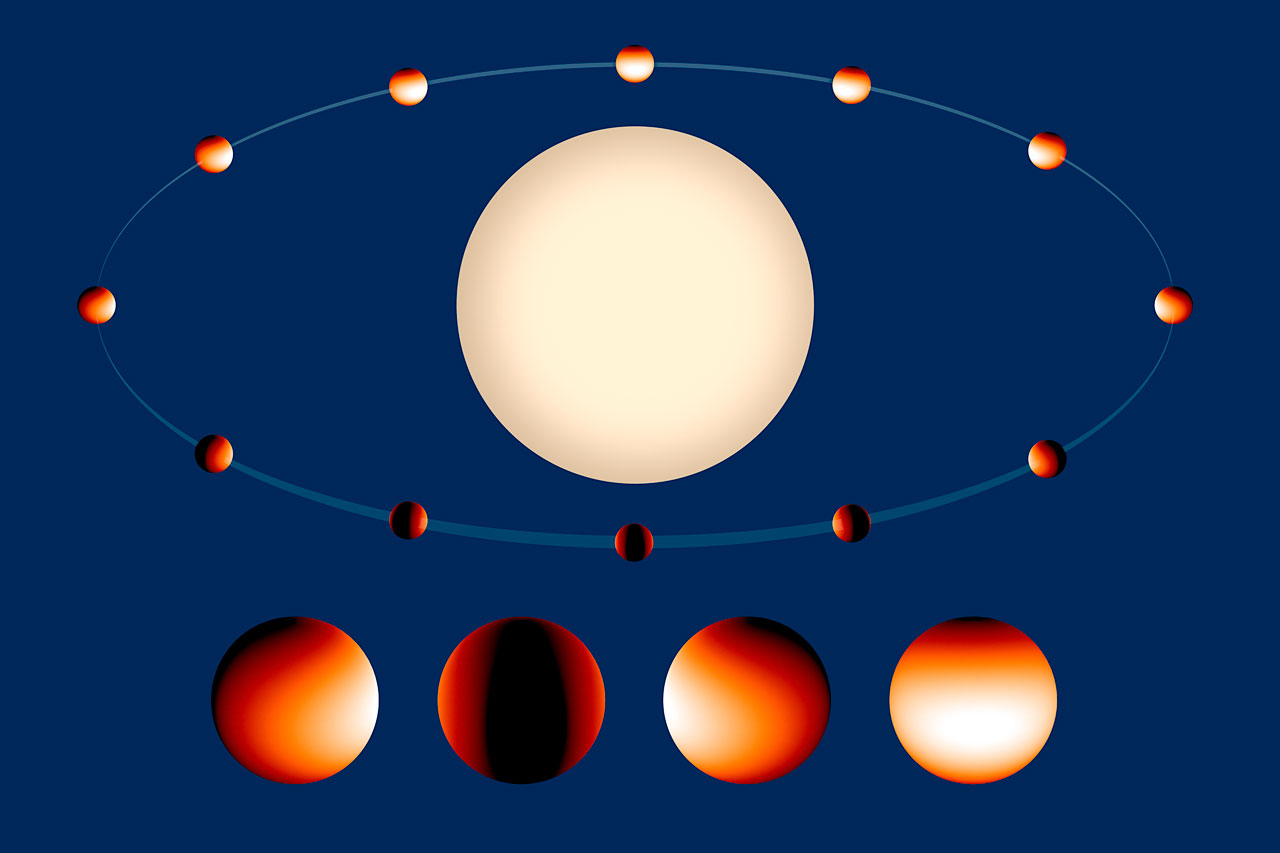
In dieser künstlerischen Darstellung umkreist der jupitergroße Planet WASP-43b seinen Mutterstern. Dabei weist der Planet von uns aus gesehen Beleuchtungsphasen auf, ähnlich die des Mondes oder der Venus, die die Sonne umkreis. Die Farbskala auf dem Planeten zeigt die Temperatur in seiner Atmosphäre an. Sie basiert auf Daten einer Studie mit dem Weltraumteleskop Hubble aus dem Jahr 2014. Die Empfindlichkeit war nicht hinreichend, um Ergebnisse von der Nachtseite des Planeten zu ermitteln.

WASP-43 wurde zum ersten Mal durch die von SuperWASP gesammelten Daten als Ursache für ein potenzielles Transitereignis markiert. Konkret wurde WASP-43 zuerst von der WASP-South-Station am South African Astronomical Observatory zwischen Januar und Mai 2009 beobachtet. Spätere Beobachtungen durch beide SuperWASP-Stationen in der nördlichen und südlichen Hemisphäre führten zur Sammlung von 13.768 Datenpunkten zwischen Januar und Mai 2010 sowie zu Nachfolgebeobachtungen mit dem CORALIE-Spektrografen des Leonhard-Euler-Teleskops an der Sternwarte La Silla der Europäischen Südsternwarte in Chile. Vierzehn Messungen mit der Radialgeschwindigkeitsmethode bestätigten WASP-43b als Planet und ergaben dabei zudem seine Masse. Der Einsatz des Trappist-Teleskops von La Silla half dem Wissenschaftsteam, das den Planeten untersuchte, bei der Erstellung einer Lichtkurve des Planetentransits im Dezember 2010. Die Entdeckung des Planeten wurde am 14. April 2011 in der Zeitschrift Astronomy and Astrophysics veröffentlicht.
Im Jahr 2014 wurde eine weitere Vermessung des Transits mit dem MPG/ESO-2,2-m-Teleskop auf La Silla veröffentlicht. Durch Beobachtungen mit dem Weltraumteleskop Hubble (HST) konnte eine weitere Forschungsgruppe ebenfalls im Jahr 2014 erstmals die Vermessung eines vollständigen Umlaufs von WASP-43b und die Erstellung einer Phasenkurve verkünden, die im Jahr 2017 durch Infrarotdaten des Weltraumteleskops Spitzer ergänzt wurde. Im Jahr 2022 publizierte eine Forschungsgruppe Ergebnisse zur Beobachtung der sekundären Transits, wenn die Tagseite des Planeten sichtbar ist, mit den Weltraumteleskopen CHEOPS und TESS. Ende 2022 beobachtete das Weltraumteleskop James Webb (JWST) innerhalb des Programms Early Release Science (ERS) erneut einen vollständigen Umlauf des Planeten, wodurch insbesondere die Nachtseite untersucht wurde. Die Ergebnisse erschienen 2024.

## Mutterstern
WASP-43 (Gnomon) ist ein Stern im Sternbild Sextant. Es handelt sich um einen Hauptreihenstern der Spektralklasse K mit einer scheinbaren Helligkeit von 12,5 und einer Rotationsperiode von 15,6 Tagen. Seine Masse und sein Radius entsprechen etwa 70 % der Werte der Sonne. Mittels Messung der Sternparallaxe mit dem Astrometriesatelliten Gaia der Europäischen Weltraumorganisation (ESA) wurde eine Entfernung von 85 Parsec (280 Lichtjahre) ermittelt. Der Stern gilt als besonders aktiv. WASP-43 ist einer der aktivsten Sterne, die einen Planeten beherbergen. Diese Eigenschaft ist wahrscheinlich darauf zurückzuführen, dass offenbar massereiche Exoplaneten durch ihren sternnahen Orbit ihre Wirtssterne über Gezeitenkräfte beeinflussen und die Aktivität erhöhen.
Obwohl versucht wurde, das Alter des Sterns zu bestimmen, bleibt eine grobe Schätzung von weniger als 1 Milliarde Jahre recht ungenau.

## Eigenschaften
WASP-43b ist ein heißer Jupiter, der etwa so groß wie Jupiter ist und ungefähr die doppelte Masse besitzt. Der Planet umkreist seinen Mutterstern alle 0,8135 Tage (19,5234 Stunden) in einem mittleren Abstand von 0,015 AE oder fünf Sternradien. Die Umlaufzeit war zum Zeitpunkt der Entdeckung von WASP-43b die zweitkürzeste aller bis dahin bekannten Exoplaneten und die kürzeste eines heißen Jupiters. Heute rangiert WASP-43b unter heißen Jupitern auf dem vierten Rang hinter TOI-2109b, NGTS-10b und WASP-19b. Die Umlaufbahn des Planeten ist parallel zur Äquatorebene des Muttersterns ausgerichtet.
Die enge Bahn hat allmählich dazu geführt, dass sich die Perioden der Rotation des Planeten sowie dessen Umlauf um den Stern annäherten und inzwischen identisch sind.
Diese so genannte gebundene Rotation ist ein Ergebnis des Austauschs von Drehimpulsen aufgrund der Gezeitenwirkung des Sterns auf den Planeten. Dadurch weist der Planet dem Stern immer dieselbe Seite zu, sodass WASP-43b zwei Hemisphären besitzt, von denen die eine ständig vom Stern beleuchtet wird und die andere stets auf das dunkle Weltall ausgerichtet ist. Der Planet hat also eine Tag- und eine Nachtseite. Eine vergleichbare Situation kennen wir vom Erdmond, dessen Rotationsdauer sich an den Umlauf um die Erde angepasst hat, sodass der Mond der Erde immer dieselbe Seite zuweist.
Es ist zwar bekannt, dass heiße Jupiter kleine Umlaufperioden haben, aber Planeten mit außergewöhnlich kleinen Perioden von weniger als drei oder vier Tagen treten selten auf. Im Fall von WASP-43b lässt sich die Nähe des Planeten jedoch dadurch erklären, dass sein Wirtsstern eine sehr geringe Masse hat. Die Seltenheit von Systemen wie dem von WASP-43 und seinem Planeten deutet darauf hin, dass heiße Jupiter in der Regel nicht um massearme Sterne vorkommen oder solche Planeten keine stabilen Umlaufbahnen um solche Sterne aufrechterhalten können. Bisher haben Messungen jedoch keine Anzeichen dafür gefunden, dass sich die Umlaufbahn von WASP-43b dem Stern nähert. Konkret wird die Lebensdauer des Planeten auf mindestens 10 Millionen Jahre beziffert.

## Atmosphäre
Die Erforschung der Atmosphäre von WASP-43b benötigt empfindliche Teleskope und Spektrografen sowie ausgefeilte Datenanalyseverfahren. So fußen mehrere Ergebnisse auf spektroskopischen Daten des HST, die bereits 2014 Wasserdampf (H2O) nachwiesen sowie eine geringe Menge an schweren Elementen, wie es auch für Gasriesen im Sonnensystem typisch ist. Im Gegensatz dazu fanden nachfolgend mehrere Studien, die auf Daten des Spitzer-Teleskops beruhen, eine höhere Metallizität als in der Sonnenumgebung wie auch ein höheres Verhältnis zwischen Kohlenstoff und Sauerstoff. Im Jahr 2019 kam eine andere Forschungsgruppe zu dem Schluss, dass der Planet am ehesten eine Atmosphäre ohne Wolken haben dürfte, die zwar gasförmigen Wasserdampf allerdings kaum Spuren von Alkalimetallen wie Natrium und Kalium enthält. Basierend auf denselben Daten ermittelte eine im Jahr 2020 veröffentlichte Studie, dass die Atmosphäre Aluminiumoxid (AlO) und Wasser enthält, dagegen Kohlenmonoxid (CO), Kohlendioxid (CO2) und Methan (CH4) aber nicht nachgewiesen wurden. Klimamodelle deuten darauf hin, dass die Kohlenmonoxidkonzentration variabel sein könnte, während das atmosphärische Spektrum von WASP-43b von Wolken aus schwer schmelzbaren Mineralpartikeln dominiert wird, mit einem geringen Anteil von Schleiern aus Kohlenwasserstoffen. Falls WASP-43b Wolken hat, so wurde zu dieser Zeit vermutet, dann sollten sie auf der kühleren Nachtseite zu finden sein. So bestätigten weitere Studien, dass die Tagseite wolkenlos ist, wobei der Planet im sichtbaren Licht insgesamt sehr dunkel erscheinen dürfte, da seine Albedo nahezu Null beträgt.
Die erstmalige Beobachtung von WASP-43b mit dem JWST, verknüpft mit Modellrechnungen, bestätigt eine dichte Wolkendecke in großer Höhe auf der Nachtseite. Das folgt aus der Intensität der Infrarotstrahlung, die niedriger ist, als man für eine wolkenfreie Sicht auf die tieferen Schichten erwarten würde. Die Phasenkurve lieferte eine präzisere Temperaturkarte der Atmosphäre, die zwischen (1524 ± 35) Kelvin bzw. (1251 ± 29) °C auf der Tagseite und (863 ± 23) Kelvin bzw. (590 ± 18) °C auf der Nachtseite schwankt. Weiterhin erklären die Forschenden in dieser Studie die Abwesenheit von Methan mit chemischen Prozessen, die sich nicht im Gleichgewicht befinden. Das bedeutet, dass extreme Winde von etwa 2,3 km/s (8280 km/h) zu einer starken Durchmischung führen, sodass aufgrund der kurzen verfügbaren Reaktionszeit Methan in nicht messbaren Mengen erzeugt wird, das dann rasch die Tagseite erreicht, wo die Moleküle aufgrund der Temperatur wieder zerfallen. Diese Windgeschwindigkeit erklärt auch, warum der Hotspot, also der heißeste Punkt, der Atmosphäre um gut sieben Winkelgrad nach Osten vom subsolaren Punkt verschoben ist.